# Devotazo
El Devotazo és la manifestació que es va realitzar a Buenos Aires, Argentina el 25 de maig de 1973, Héctor José Cámpora van assumir le presidència i va demanar l'alliberament dels presos polítics del règim d'Onganía.
A les eleccions de l'11 de març de 1973 Cámpora havia guanyat com candidat del Frente Justicialista de Liberación Nacional, un front liderat pel Partido Justicialista, amb prop de la meitat dels vots emesos. Una de les seves propostes era l'aprovació de l'amnistia àmplia pels delictes comesos per motius polítics, socials, gremials o estudiantils.
El dia de la proclamació, militants de les organitzacions guerrilleres Fuerzas Armadas Revolucionarias, Fuerzas Armadas Peronistas, Ejército Revolucionario del Pueblo i Montoneros van anar de forma massiva a l'acte a la Plaza de Mayo i després van anar cap a la presó de Villa Devoto, la van rodejar i van començar a pressionar-ne les portes.
Tot i que la idea del govern era preparar un projecte d'amnistia per remetre'l al Congreso Nacional, Esteban Righi, que havia assumit aquell dia el Ministeri d'Interior es negava a reprimir els manifestants, i així cap a les 9 de la nit es va ordenar l'alliberament immediat dels presos polítics. Tot i això, un grup de manifestants d'esquerres va persistir amb la protesta argumentant que encara quedaven presos sense alliberar. La policia els va tractar d'expulsar amb gasos lacrimògens i va haver-hi un tiroteig on van morir dos manifestants.